# Hypena ischyra
Hypena ischyra là một loài bướm đêm trong họ Erebidae.